# Épiphénoménisme
Dans le contexte de la philosophie de l'esprit, l'épiphénoménisme, ou épiphénoménalisme, est la thèse selon laquelle les phénomènes mentaux (croyances, désirs, émotions ou intentions) n'ont aucun pouvoir causal, et ne produisent donc aucun effet sur le corps ou sur les autres phénomènes mentaux. 
Pour l'épiphénoméniste, seuls les événements physiques peuvent être les causes d'autres événements, et c'est uniquement à titre d'effets que les événements mentaux peuvent figurer dans le réseau des relations causales. On qualifie alors les phénomènes mentaux d'« épiphénomènes », autrement dit, de sous-produits d'une certaine activité physique – celle du cerveau. Cette thèse implique une conception dualiste de la relation corps-esprit, plus particulièrement, un dualisme des propriétés (physiques d'une part et mentales de l'autre).
Pour la plupart des partisans de l'épiphénoménisme, seuls les aspects subjectifs de la vie mentale (les « qualia » ou la « conscience ») constituent des épiphénomènes. Dans cette perspective, l'activité mentale associée au comportement est susceptible d'être expliquée par des causes physiques.

## Origine et histoire

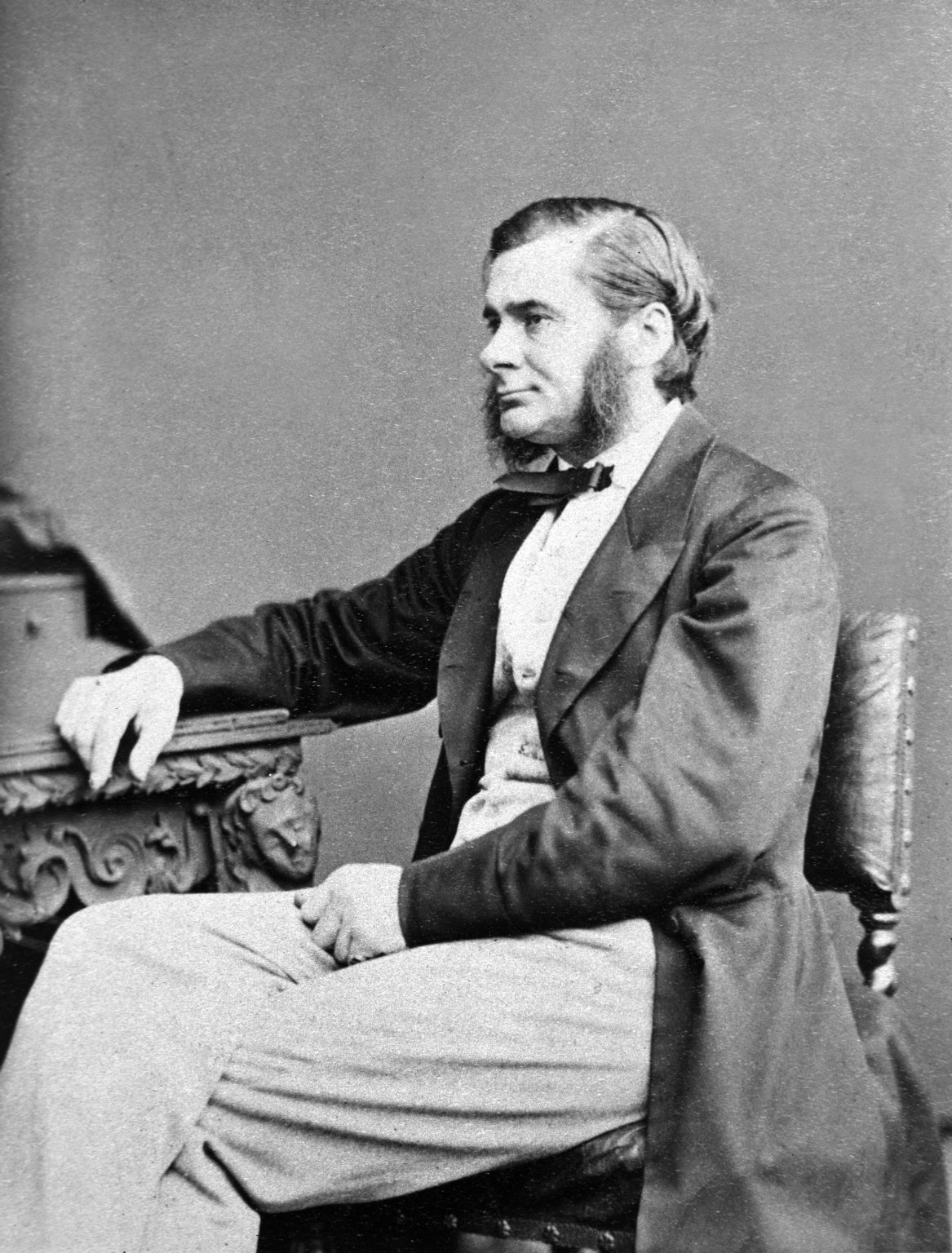
Thomas H. Huxley est le premier à théoriser l'épiphénoménisme en 1874.

La thèse épiphénoméniste a été formulée pour la première fois en 1874 par le biologiste et philosophe anglais Thomas H. Huxley, dans un article intitulé « On the hypothesis that animals are automata and its history » (« Sur l’hypothèse selon laquelle les animaux sont des automates et l'histoire de cette théorie »). Cet article demeure aujourd’hui une référence pour la philosophie de l’esprit contemporaine concernant le problème corps-esprit. 
La théorie de Huxley trouva rapidement des partisans, notamment avec le philosophe américain George Santayana. Plus récemment, elle a été défendue par le philosophe australien Frank Jackson  et constitue aujourd'hui une des réponses standard au problème corps-esprit. 